# Soulondre
La Soulondre (ou Soulondres) est un cours d'eau dans le département de l'Hérault, en France.

## Géographie

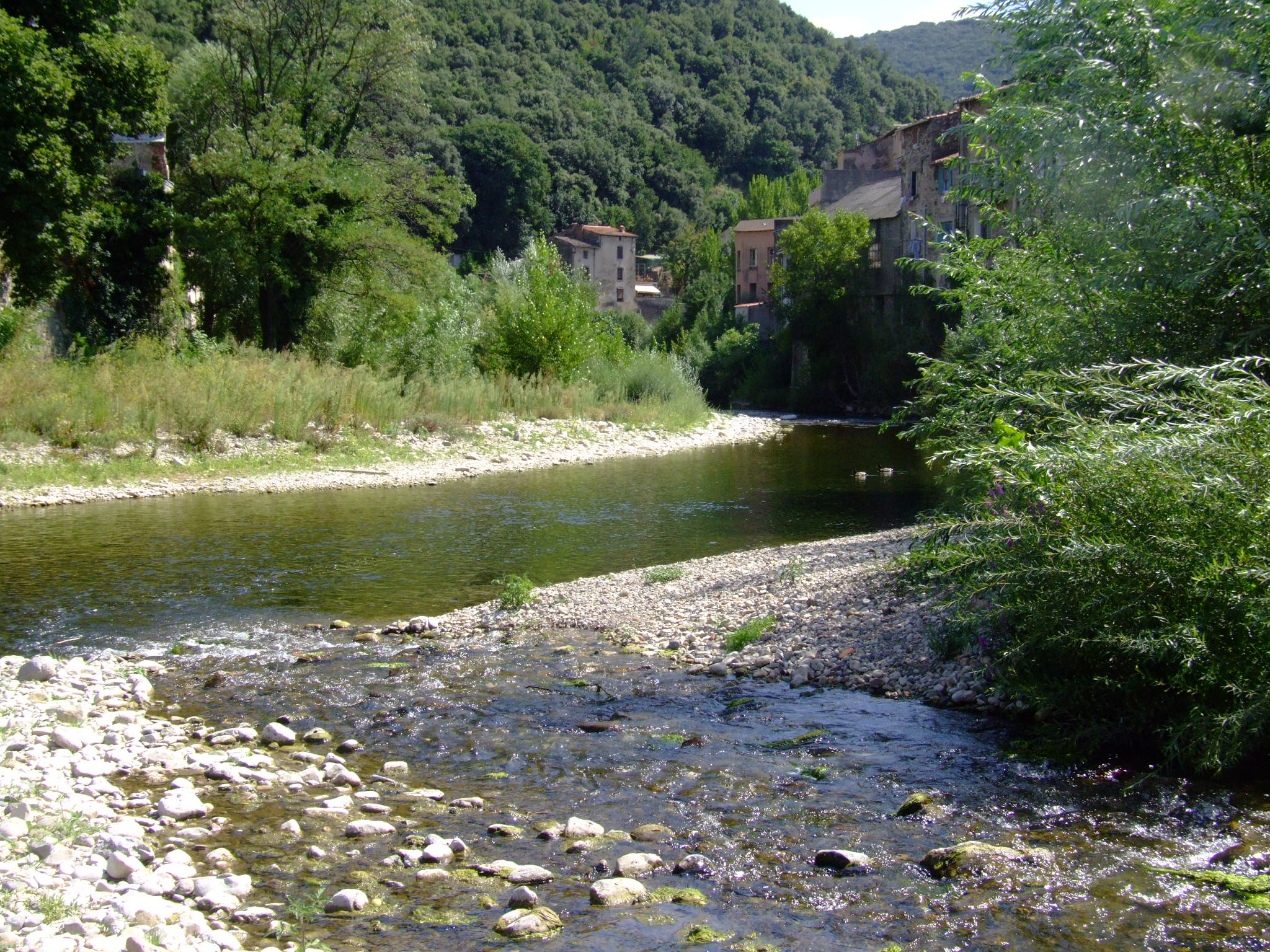
Confluence de la Soulondre (en bas) et de la Lergue à Lodève

La Soulondre prend sa source sous le plateau de l'Escandorgue, en amont du village des Plans dans l'Hérault. Après un parcours de 9,9 kilomètres dirigé vers le sud-est, elle conflue en rive droite à Lodève.